# Karim El Bounagate
Karim El Bounagate (en arabe : كريم البوناجات), né le 12 octobre 2000 à Safi au Maroc, est un footballeur marocain jouant au poste de défenseur central à l'Olympique de Safi.

## Biographie

### En club
Karim El Bounagate naît à Safi et intègre très jeune le centre de formation de l'Olympique de Safi. Lors de la saison 2020-2021, il fait ses débuts professionnels et s'impose rapidement en tant qu'élément indispensable du club. Le 13 mars 2021, il marque à la 18e minute son premier but à l'occasion d'un match de championnat face au Renaissance Club Athletic Zemamra (victoire, 1-2). Pour sa première saison professionnelle, il comptabilise 26 matchs joués et un but marqué. Il termine la saison 2020-2021 à la douzième place de la Botola Pro.

## Statistiques
| Saison                | Club                  | Championnat           | Championnat | Championnat | Coupe(s) nationale(s) | Coupe(s) nationale(s) | Total | Total |
| Saison                | Club                  | Division              | M.          | B.          | M.                    | B.                    | M.    | B.    |
| 2020-2021             | OC Safi               | Botola                | 26          | 1           | 0                     | 0                     | 26    | 1     |
| 2021-2022             | OC Safi               | Botola                | 5           | 0           | 0                     | 0                     | 5     | 0     |
| Sous-total            | Sous-total            | Sous-total            | 31          | 1           | 0                     | 0                     | 31    | 1     |
| Total sur la carrière | Total sur la carrière | Total sur la carrière | 31          | 1           | 0                     | 0                     | 31    | 1     |